# Histoire philatélique et postale de la Croatie
Ceci est une introduction à l'histoire postale et philatélique de la Croatie.

## Avant 1918
Jusqu'en 1918, le territoire croate a utilisé les timbres d'Autriche dans les provinces occidentales de Dalmatie et du Littoral autrichien, et les timbres de Hongrie (après le compromis de 1867) dans la Croatie-Slavonie et les Confins militaires.

## Royaume des Serbes, Croates et Slovènes
En 1918 la Croatie a rejoint le Royaume des Serbes, Croates et Slovènes qui deviendra la Yougoslavie.

## État indépendant de Croatie

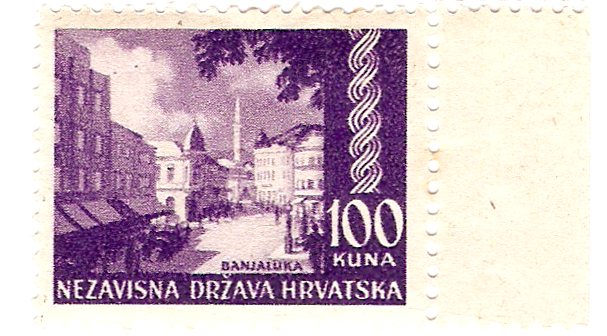
Série de 1941 100 k

Pendant la Seconde Guerre mondiale la Yougoslavie a été disloquée, et un État satellite de l'Allemagne nazi a été créé, l'État indépendant de Croatie. Il a d'abord utilisé des timbres de Yougoslavie surchargés et a émis sa première série de timbres en 1941.

## Yougoslavie
À la fin de la guerre, la Croatie a été à nouveau intégrée dans la Yougoslavie.

## Nouvelle indépendance
En 1991, elle a proclamé son indépendance et procédé à des émissions de timbres spécifiques.